# Bernard Nieuhoff
Bernard Nieuhoff, né le 18 mars 1747 à Lingen et mort le 22 décembre 1831 à Harderwijk, est un homme politique et universitaire néerlandais.

## Biographie
Fils d'un marchand de Lingen, Bernard Nieuhoff fait des études de théologie à l'université de Leyde de 1769 à 1773. En février 1775, il devient professeur à l'athénée de Deventer. Le 7 août suivant, il devient professeur de mathématiques et d'astronomie à l'université de Harderwijk.
Lorsqu'éclate la Révolution batave en janvier 1795, il devient membre du comité révolutionnaire de Harderwijk puis il est élu, le 27 janvier 1796, député de Beekbergen à la première assemblée nationale batave. Le 20 mai, il prend la parole à l'assemblée contre la proposition de Pieter Vreede, Bernardus Bosch et Johan Valckenaer de déclarer la République batave une et indivisible, qui est alors repoussée. Le 23 mars 1797, il se prononce en faveur de la séparation de l'Église et de l'État. Quelques jours plus tard, il propose à l'assemblée l'adoption des nouveaux systèmes de poids et mesures français.
Le 2 août 1797, Nieuhoff n'est pas réélu à l'assemblée nationale et retrouve son poste de professeur à Harderwijk. L'université est supprimée en 1811, après l'annexion de la Hollande à la France. Il devient alors membre du conseil municipal de la ville. En 1815, un athénée est créé à Harderwijk et Nieuhoff en est l'un des professeurs jusqu'à sa retraite en 1817.